# Stanisław Słowiński
Stanisław Słowiński (ur. 13 czerwca 1939 w Chełmnie, zm. 30 listopada 2016 w Grodzisku Wielkopolskim) – polski muzyk (trębacz, puzonista, dyrygent), długoletni zasłużony kapelmistrz Grodziskiej Orkiestry Dętej.

## Życiorys
Jego ojciec walczył najpierw we wrześniu 1939 r., a potem jako żołnierz Polskich Sił Zbrojnych na Zachodzie. Małym Stanisławem i jego bratem opiekowała się najpierw matka, a po jej śmierci dziadkowie na wsi. Ojciec wrócił z wojny dopiero w 1947 r. i powtórnie się ożenił. Stanisław nie długo cieszył się jednak rodziną. W 1950 r. ojciec, który z zawodu był kominiarzem, zmarł wskutek wypadku przy pracy. Macocha oddała chłopców do domu dziecka.
Stanisław Słowiński całe swoje życie poświęcił muzyce. Swoją przygodę z muzyką rozpoczął już w czasie służby wojskowej grając początkowo na trąbce, a później na puzonie w orkiestrze wojskowej. Po ukończeniu średniej szkoły muzycznej w Poznaniu pracował przez 16 lat w Operetce Poznańskiej. Od 1978 r. był członkiem orkiestry Zbigniewa Górnego, w tym samym roku został również kapelmistrzem Grodziskiej Orkiestry Dętej.
W roku 2008 obchodził jubileusz 30-lecia kierowania tą orkiestrą, która pod jego batutą odnosiła największe sukcesy. Zostało to docenione zarówno przez władze administracyjne jak i mieszkańców.
W 1996 r. zwyciężył w plebiscycie Radia Merkury i uzyskał tytuł Wielkopolanina Roku. W 2014 r. Minister Kultury i Dziedzictwa Narodowego uhonorował go odznaką Zasłużony dla Kultury Polskiej. 
Zmarł 30 listopada 2016 w Grodzisku Wielkopolskim.